# 提姆·威爾森

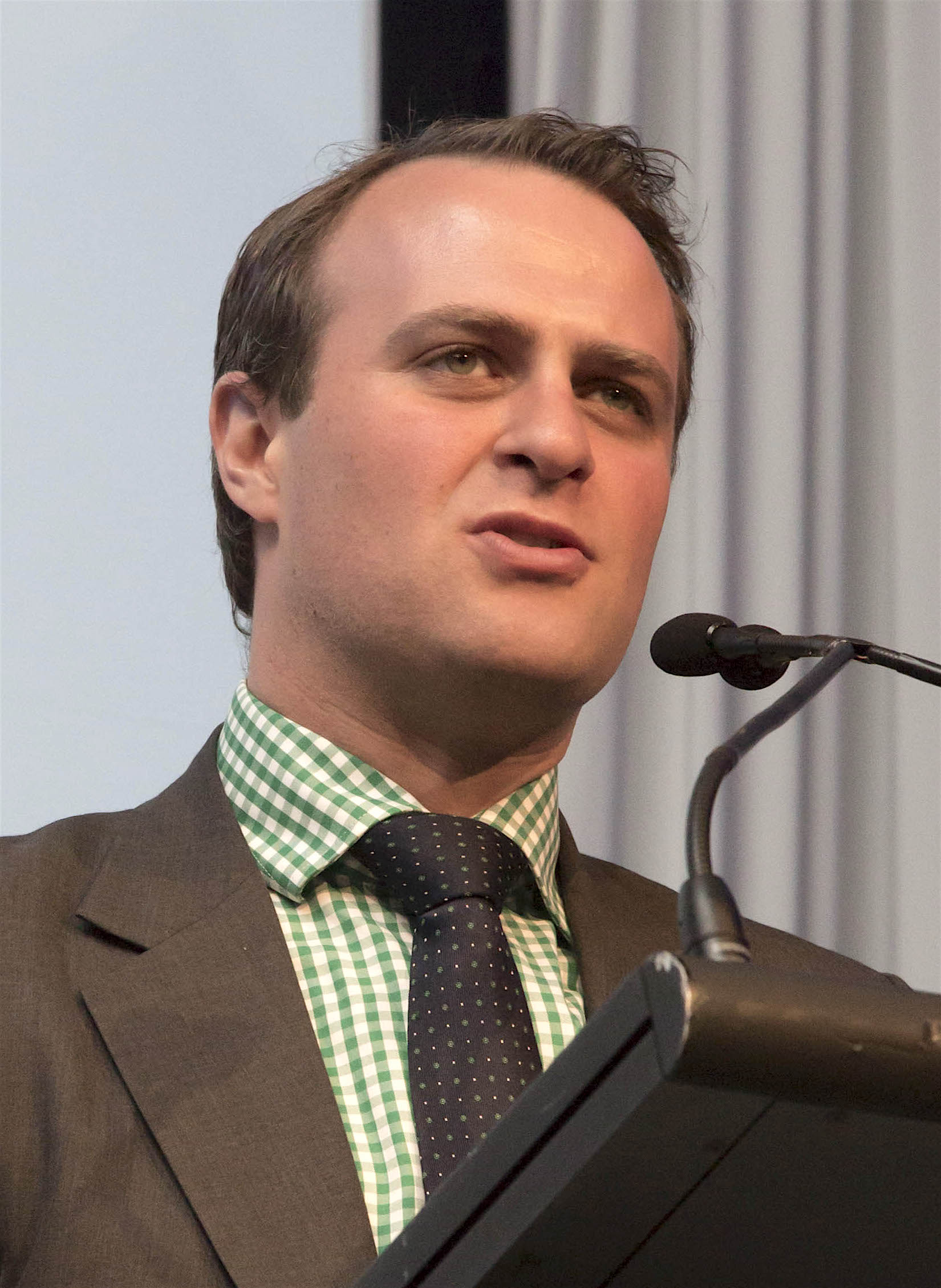
提姆·威爾森

提姆·威爾森（英語：Tim Wilson；1980年3月12日—）是澳大利亞的一位政治人物，黨籍是自由黨。自2016年開始，他是戈爾茨坦選區選出的澳大利亞眾議院議員。威爾森畢業於莫納什大學。威爾森是一位已經出櫃的男同性戀者，並在2018年3月11日和自己的男友結婚。